# Почётный президент Итальянской Республики

Штандарт Почётного Президента Республики

Почётный президент Итальянской Республики (итал. Presidente emerito della Repubblica Italiana) — почётная должность, не предусмотренная напрямую в Конституции Италии. Установлена декретом от 23 июля 1998 года. Почётными президентами Республики являются бывшие Президенты Италии.
Декретом Президента Республики от 17 мая 2001 года утверждён штандарт Почётного президента Республики.
В соответствии с директивой Председателя Совета министров Италии от 21 сентября 2007 года штандарт используется на правительственных самолётах, используемых Почётными президентами.